# Harry Nielsen (tegneserieforfatter)
 For alternative betydninger, se Harry Nielsen. (Se også artikler, som begynder med Harry Nielsen)
Harry Sofus Nielsen (født 28. september 1896 i København, død 19. marts 1983 i Hvidovre) var en dansk tegner.
Tegnede blandt andet post- og julekort for Stenders forlag. Han startede i 1925 ved Familie Journalen som tegner af dukketeater, og fra 1941 med tegneserien Willy på Eventyr med flyvemaskine SM3, samme år overtog han tegningen af serie Bamse og Dukke Lise til hvilken Elisabeth Greve skrev manuskriptet.